# Gembloux Agro-Bio Tech
Gembloux Agro-Bio Tech (Abkürzung GxABT) lautet der Name einer Abteilung der Universität Lüttich mit dem Standort Gembloux in der belgischen Provinz Namur. Bis zum Jahr 2009 war die Schule eine eigenständige Hochschuleinrichtung (Fakultät) für Agrar- und Bioingenieurwissenschaften, die den Namen Faculté universitaire des Sciences agronomiques de Gembloux (Abkürzung FUSAGx) trug. Die Schule ist die älteste belgische Lehr- und Forschungseinrichtung, die sich ausschließlich der Landwirtschaft und den Bioingenieurwissenschaften widmet.

## Geschichte
Im Jahre 1860 wurde in Gembloux das Institut agricole de l'Etat gegründet, die erste belgische Hochschuleinrichtung für Agrarwissenschaften. 1920 wurde das Institut in Institut agronomique de l'Etat und 1965 in Faculté des Sciences agronomiques de l'Etat umbenannt. Heute ist die Französische Gemeinschaft Belgiens Träger der Hochschule. 2009 fusionierte die Faculté universitaire des Sciences agronomiques de Gembloux mit der Universität Lüttich und heißt seither Gembloux Agro-Bio Tech (GxABT).  

## Campus

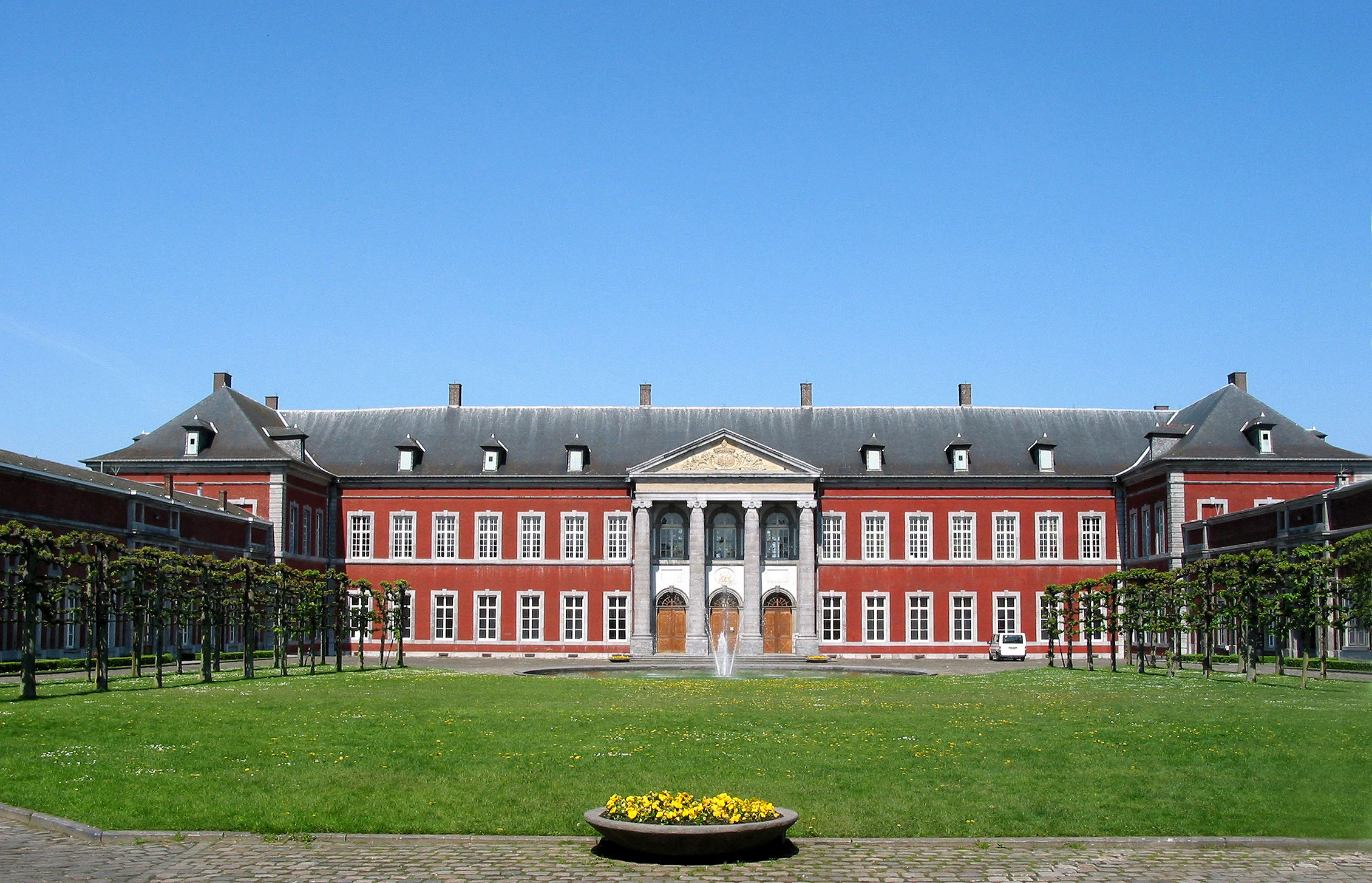
Abtei von Gembloux, heute Sitz von Gembloux Agro-Bio Tech

Die Hochschule hat ihren Sitz in den Gebäuden der Abtei von Gembloux, einer ehemaligen Benediktinerabtei, die um das Jahr 940 vom heiligen Guibert von Gembloux gegründet und zwischen 1762 und 1779 vom Architekten Laurent-Benoît Dewez im klassizistischen Stil umgebaut wurde.

## Organisation
Die Hochschule ist in drei Abteilungen untergliedert, denen jeweils weitere Fachbereiche unterstehen:
- Umweltwissenschaften und Umwelttechnik (Sciences et technologies de l'environnement)
- Agrarwissenschaften (Sciences agronomiques)
- Chemie und Bioindustrie (Chimie et bio-industries)

## Alumni
- Pierre Basilewsky (1913–1993), belgischer Entomologe russischer Herkunft
- Sabine Laruelle (* 1965), belgische Politikerin
- Saïdou Oua (* 1956), nigrischer Agronom und Politiker
- Pablo Servigne (* 1978), französischer Agraringenieur, Autor und Redner